# Ampedus pomorum
Ampedus pomorum es una especie de escarabajo del género Ampedus, familia Elateridae. Fue descrita científicamente por Herbst en 1784.
Esta especie se encuentra en varios países de Europa. También en Japón. 